# Tunnel de la Wollankstraße
 (novembre 2017).
Si vous disposez d'ouvrages ou d'articles de référence ou si vous connaissez des sites web de qualité traitant du thème abordé ici, merci de compléter l'article en donnant les références utiles à sa vérifiabilité et en les liant à la section « Notes et références ».

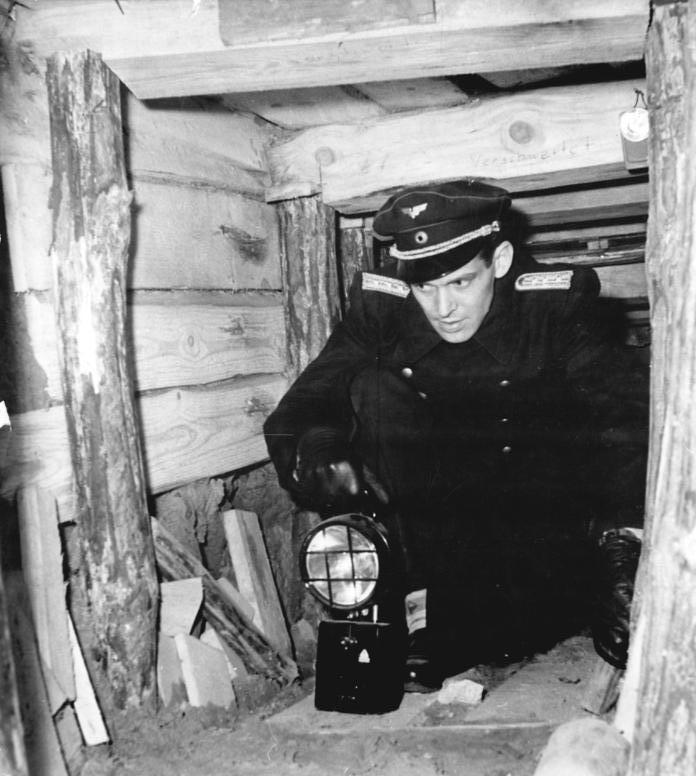
Officier de la RDA inspectant le tunnel de la Wollankstraße

Le tunnel de la Wollankstraße (aussi appelé Wollanktunnel) fut construit en janvier 1962 à Berlin pour aider à l'évasion vers l'Allemagne de l'Ouest (RFA) des habitants de l'Allemagne de l'Est (RDA). Peu avant son achèvement, le tunnel, qui fut creusé sous la station de S-Bahn pendant une période de trois semaines, s'est effondré à quelques mètres de son entrée. Les panneaux du mur et les poutres de bois étaient trop faibles pour le trafic du métro. Un abaissement circulaire dans la plateforme s'est formé et les employés de la Deutsche Reichsbahn découvrirent le projet de tunnel le 26 janvier 1962. Le tunnel ne fut jamais utilisé pour une évasion.

## Contexte

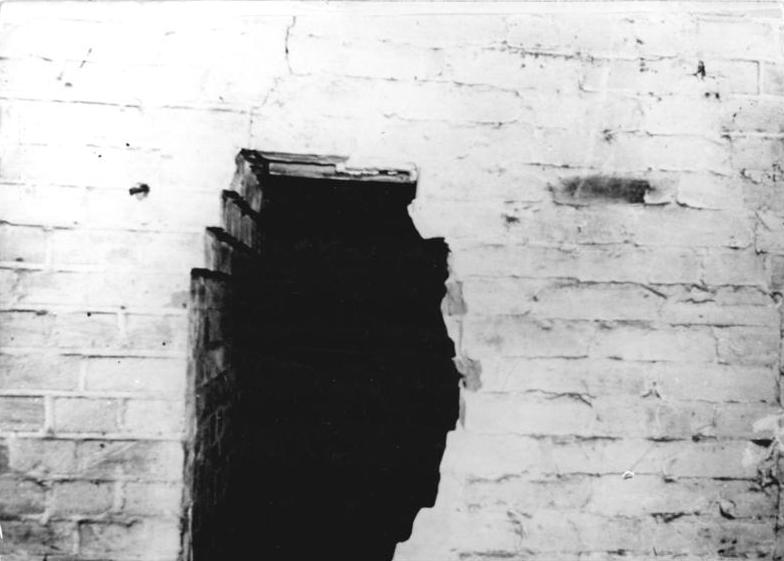
Trou dans le mur à travers les voûtes, sous la station de la Wollankstraße

Après la construction du mur de Berlin en 1961, les Allemands cherchant à fuir vers l'Ouest commencent à développer des solutions variées afin de faciliter leur évasion vers la RFA, dont des tunnels, comme le « tunnel du cimetière de Pankow » qui fut le premier tunnel utilisé avec succès pour l'évasion de 20 personnes en septembre 1961. Des tunnels furent même construits depuis l'Ouest vers l'Est, notamment par des étudiants de Berlin-Ouest et des gens ayant déjà fui vers l'Ouest. Ce fut un groupe d'étudiants qui travailla pour la construction du tunnel de la Wollankstraße, surtout ceux étudiant à la TU de Berlin. Leur projet était de creuser depuis les caveaux en-dessous de la station vers le jardin d'une maison de la Schulzestraße. Les matériaux requis pour ces travaux coûtaient entre 4000 et 8000 DM. Du début de la construction à l'effondrement du tunnel s'écoulèrent environ trois semaines.

### Localisation

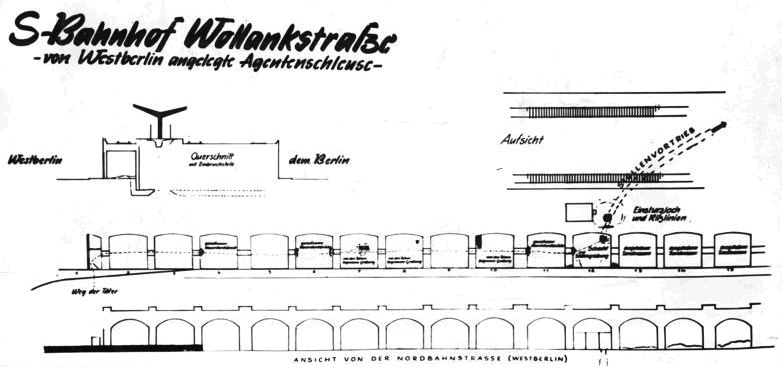
Schéma des plans de construction du tunnel de la Wollankstraße

La station aérienne de S-Bahn de la Wollankstraße se situait sur le territoire de Berlin-Est, mais était accessible depuis deux entrées situées dans la Nordbahnstraße de Berlin-Ouest. La station était utilisée par les trains de la S-Bahn, mais aussi par des trains longue distance et des transports militaires pour l'armée française. Pendant la division de Berlin, les arcades sous la station où passait la voie Sud-Ouest furent emmurées et ne furent jamais réutilisées.

### Construction
Initialement, le groupe d'étudiants voulait créer un puits profond de trois mètres et ensuite conduire le tunnel jusqu'à Berlin-Est. Abrités par les arcades des briques de la vue des passants, les étudiants commencèrent à creuser dans le sol de béton et à former le puits. Après deux tentatives peu fructueuses, ils creusèrent un troisième puits de 2 mètres de profondeur et large de 1,5 sur 2 mètres. Ils commencèrent ensuite le tunnel, qu'ils solidifièrent avec des panneaux et des poutres pour empêcher les effondrement de sable.

### Effondrement et découverte
Le tunnel s'effondra le 26 janvier 1962 à cinq mètres de l'entrée. Le plafond du tunnel ne put pas supporter le poids du trafic ferroviaire permanent. Du sable glissa à l'intérieur du tunnel. Cependant, aucun des tunneliers ne fut écrasé.
Un employé de la Reichsbahn remarqua un affaissement du sol du quai la nuit suivante, qui atteignit une profondeur d'un mètre l'après-midi du jour suivant. D'abord, on supposa que c'était une fracture de tuyaux d'eau courante. À environ huit heures, le chef de la station vit une dizaine de jeunes gens sortir de la cavité. Au cours de la soirée il vit une voiture et trois camions chargés de planches sur les voûtes. Vers 20 h 30, un étudiant vint sur la plateforme et parla de l'éventualité d'un tunnel. À environ 1 h le 28 janvier, deux officiers de la police des transports arrivèrent à la station et commencèrent les recherches. Dans la même nuit, la police de Berlin-Est vint dans la Nordbahnstraße et ouvrit les voûtes. Dans leurs recherches, ils découvrirent l'entrée du tunnel. Les étudiants construisant le tunnel avaient déjà quitté les lieux.

## Réactions

### Conférence de presse en RDA

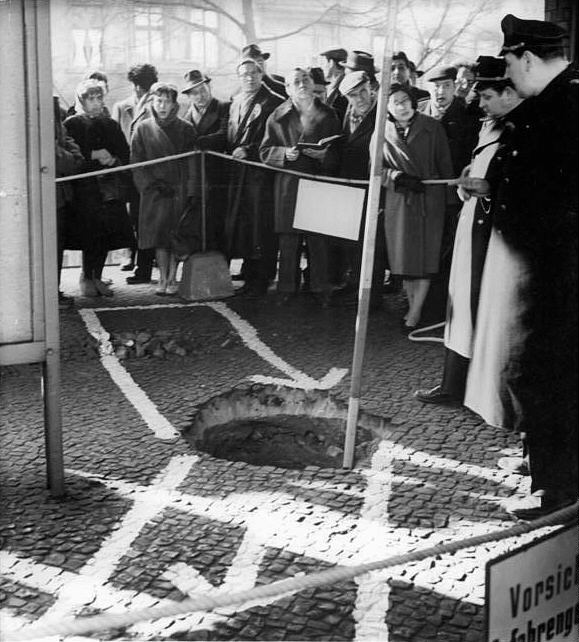
Journalistes présents pour la conférence de presse annoncée par Erwin Kramer le 1er Février 1962

Le ministre de l'Intérieur de la RDA, Erwin Kramer, invita les journalistes à une conférence de presse à la station de la Wollankstraße le 1er février 1962 et leur présenta le tunnel. En plus de celui-ci, on retrouva de l'équipement comme des batteries et des outils, ainsi qu'un schéma du tunnel. Les représentants des médias de l'Ouest n'étaient pas autorisés à amener des caméras ou des dispositifs pour enregistrer. Ils n'étaient pas non plus autorisés à descendre dans le tunnel, tandis que les journalistes des pays du pacte de Varsovie en avaient le droit.

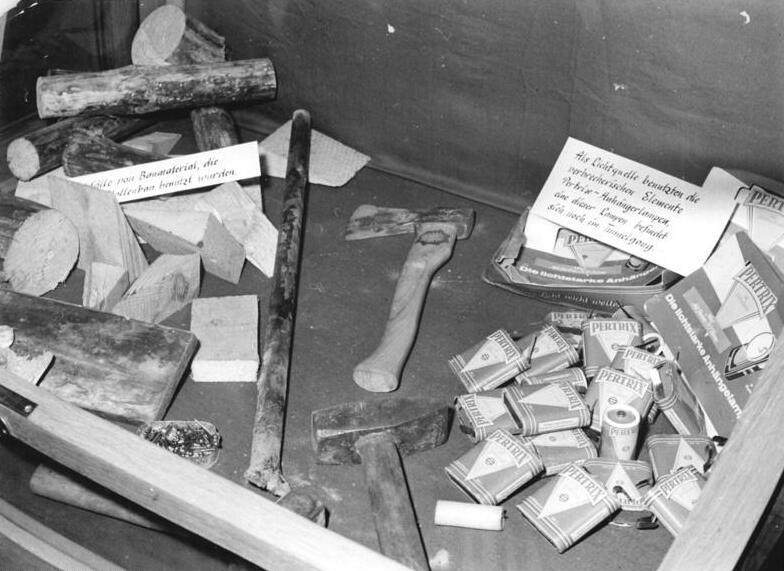
Matériel de construction trouvé dans le tunnel

Otto Winzer, alors secrétaire d'Etat au Ministère des Affaires Etrangères de la RDA, se plaint du tunnel le même jour au commandant de l'armée française à Berlin. Dans la lettre de protestations, il souligne un danger pour la circulation des trains qui était dû à l'effondrement du tunnel. La circulation du train ne fut cependant pas mise en danger par le tunnel, car il répartissait le poids sur les rails au sol.
Par ordre d'Erich Honecker, secrétaire du conseil de défense de la DDR, l'affaire du tunnel fut beaucoup utilisée pour de la propagande. Honecker s'était auparavant plaint du fait que la découverte du "Tunnel du Cimetière de Pankow" en 1961 n'avait pas été suffisamment utilisée pour les objectifs de la RDA. L'aide étudiante à l'évasion fut déclarée comme du terrorisme contre la RDA.

### Écho de la presse

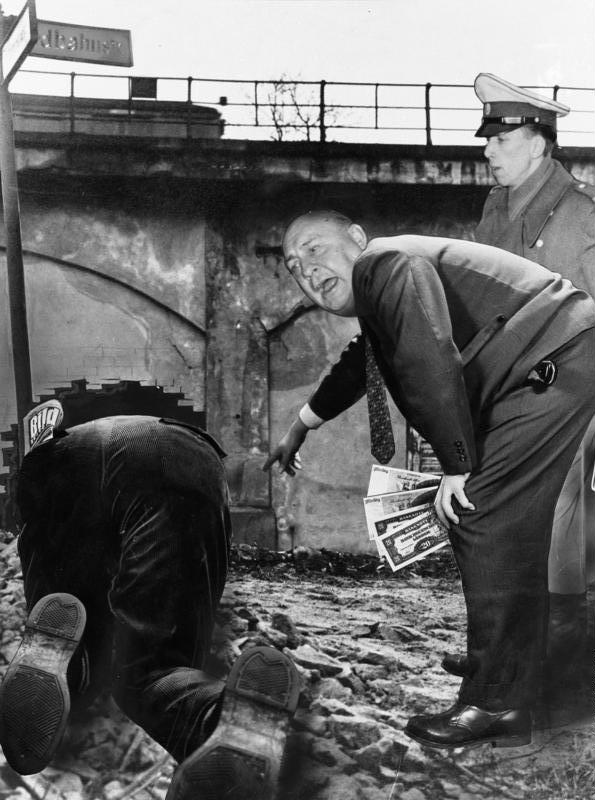
Photomontage du journal ADN, qui suggère la responsabilité d'un ministre de la RFA, Ernst Lemmer, dans la construction du tunnel

La nouvelle dans les deux parties de Berlin. Selon les journaux de Berlin-Est, le tunnel avait été construit par des espions et des agents dans le but d'envahir la RDA et de la déstabiliser. Ces affirmations correspondaient aux déclarations officielles de Erwin Kramer. Les médias de l'Ouest, eux, rapportèrent une action étudiante et exprimèrent leur désapprobation pour le Mur de Berlin et pour les autorités de Berlin-Est.

## Enquête de l'Etat
Le Ministre de la sécurité commença l'enquête rapidement après la découverte du tunnel. Dans un rapport du 13 février, les coûts de construction furent estimés à environ 8000 DM. Le quartier général des constructeurs du tunnel était supposé être dans l'atelier étudiant de la TU de Berlin dans la Ihnestraße. Dans le dernier rapport, le Ministre de la Sécurité déclara que les principaux responsables étaient les frères Franzke, le groupe Girrmann  dont Bodo Köhler. Ni Girrmann ni Köhler n'avaient travaillé sur le tunnel de la Wollankstraße, mais ils étaient impliqués dans les constructions d'autres tunnels dans Berlin. Aucun des constructeurs du tunnel ne fut arrêté.